# Baron Headley

Wappen der Barons Headley

Baron Headley, of Aghadoe in the County of Kerry, war ein erblicher britischer Adelstitel in der Peerage of Ireland.
Der Titel wurde am 27. November 1797 für den irischen Juristen und Politiker Sir George Allanson-Winn, 1. Baronet (geborener George Winn) geschaffen. Ihm war bereits am 14. September 1776 in der Baronetage of Great Britain der fortan nachgeordnete Titel Baronet, of Little Warley in the County of Essex, verliehen worden. Sein älterer Sohn, der 2. Baron, erbte 1833 von einem entfernten Verwandten auch den am 3. Dezember 1660 in der Baronetage of England verliehenen Adelstitel als 8. Baronet, of Nostel in the County of York.
Alle drei Titel erloschen als dessen Ururenkel, der 7. Baron, am 23. Februar 1994 starb, ohne männliche Nachkommen zu hinterlassen.

## Liste der Barons Headley (1797)
- George Allanson-Winn, 1. Baron Headley (1725–1798)
- Charles Winn-Allanson, 2. Baron Headley (1784–1840)
- Charles Allanson-Winn, 3. Baron Headley (1810–1877)
- Charles Allanson-Winn, 4. Baron Headley (1845–1913)
- Rowland Allanson-Winn, 5. Baron Headley (1855–1935)
- Rowland Allanson-Winn, 6. Baron Headley (1901–1969)
- Charles Allanson-Winn, 7. Baron Headley (1902–1994)